# Kjell Jonevret
Kjell Jonevret (Stoccolma, 28 giugno 1962) è un allenatore di calcio e calciatore svedese, di ruolo attaccante, tecnico dell'IF Karlstad.

## Carriera

### Giocatore

#### Club
Jonevret giocò con le maglie di Brommapojkarna (due volte), AIK, Viking e Vasalund.

### Allenatore
Allenò il Brommapojkarna, il Sirius, il Västerås ed il Café Opera. Dal 2004 al 2006 fu tecnico del Djurgården, che portò al double nel 2005.
A dicembre 2006, fu assunto come allenatore del Molde. Portò la squadra al secondo posto nel campionato 2009, e per questo gli fu assegnato il premio Kniksen come miglior allenatore dell'anno. Il 30 agosto 2010 diede le dimissioni, a causa di una striscia di cattivi risultati.
Il 19 giugno 2012, è diventato allenatore del Viking. Ha lasciato l'incarico, di comune accordo con la società, in data 14 novembre 2016.
Il 20 febbraio 2017 è diventato il nuovo allenatore dei sudafricani degli Orlando Pirates. Ha lasciato l'incarico il successivo 2 agosto.

## Palmarès

### Giocatore
- Coppa di Norvegia: 1

Viking: 1989

### Allenatore

#### Club
- Coppa di Svezia: 1

Djurgården: 2005
- Campionato svedese: 1

Djurgården: 2005

#### Individuale
- Allenatore dell'anno del campionato norvegese: 1

2009